# Peresiji
 Peresiji  (olaszul: Peresio) falu Horvátországban, Isztria megyében. Közigazgatásilag Svetvinčenathoz tartozik.

## Fekvése
Az Isztria délkeleti részén, Pólától 26 km-re északra, községközpontjától 2 km-re délkeletre fekszik.

## Története
A falu svetvinčenati plébániához tartozott. 1900-ban 44, 1910-ben 52 lakosa volt. Az első világháború után Olaszországhoz került. Az Isztria az 1943-as olasz kapituláció után szabadult meg az olasz uralomtól. A második világháború után Jugoszlávia, majd Jugoszlávia felbomlása után 1991-ben a független Horvátország része lett. 2011-ben a falunak 36 lakosa volt. Lakói mezőgazdasággal és állattartással foglalkoznak.

## Lakosság
| Lakosság változása | Lakosság változása | Lakosság változása | Lakosság változása | Lakosság változása | Lakosság változása | Lakosság változása | Lakosság változása | Lakosság változása | Lakosság változása | Lakosság változása | Lakosság változása | Lakosság változása | Lakosság változása | Lakosság változása | Lakosság változása |
| ------------------ | ------------------ | ------------------ | ------------------ | ------------------ | ------------------ | ------------------ | ------------------ | ------------------ | ------------------ | ------------------ | ------------------ | ------------------ | ------------------ | ------------------ | ------------------ |
| 1857               | 1869               | 1880               | 1890               | 1900               | 1910               | 1921               | 1931               | 1948               | 1953               | 1961               | 1971               | 1981               | 1991               | 2001               | 2011               |
| 0                  | 0                  | 0                  | 0                  | 44                 | 52                 | 0                  | 0                  | 135                | 142                | 119                | 85                 | 57                 | 43                 | 28                 | 36                 |